# 裸蒴苔纲
裸蒴苔纲（学名：Haplomitriopsida）是地钱门下的一个纲。

## 下属分类
本纲包括以下目：
- 美苔目 Calobryales
- Treubiales